# ستيوارت كيث
ستيوارت كيث (بالإنجليزية: Stuart Keith)‏ هو عالم طيور أمريكي، ولد في 4 سبتمبر 1931 في Clothall ‏ في المملكة المتحدة، وتوفي في 13 فبراير 2003 في ولاية تشوك في ولايات ميكرونيسيا المتحدة.